# Fernando Menéndez
José Fernando Menéndez García (Mieres, 1953) es un poeta y aforista español. Entre sus trabajos destaca una amplia serie de libros manuscritos e ilustrados por el propio autor que han sido expuestos en varias ocasiones.
Licenciado con grado en Filosofía Pura por la Universidad de Salamanca fue profesor de filosofía, actualmente está jubilado.

## Trayectoria Literaria
Las primeras publicaciones aparecen  en revistas de literatura como Estafeta Literaria, Cuadernos Hispanoamericanos y Cuadernos del Norte, entre otras. 

## Exposiciones
- Huellas de lo Escrito en Sala del Centro del Antiguo Instituto Jovellanos, Gijón (1995) - acompañada de un libro catálogo del mismo título -
- Exposición de Manuscritos en Sala de exposiciones de la Biblioteca Pública de Tineo
- Luz de Límites en la Sala del Centro municipal del Coto, Gijón (1998) acompañada también de un libro catálogo
- Oquedades y caligrafías en la sala del CMI Gijón-Sur  (2004)
- Manuscritos expuestos en la Universidad de Valladolid (2005)
- Arte de Facer Libros expuesta en el “Museo de la Palabras” Vigo (2010)
- Manuscritos  expuesta en el congreso europeo de profesores de español, escuela de hostelería de Gijón (2012)
- ‘’ Semana del Aforismo Español’’ expuesta en la Biblioteca Pública de Sevilla (2019)

### Libros de poesía
- Sinfonía Interior (1979)
- Azul marino (1984)
- Sentir-se (1985)
- Gotas de Silencio (1986)
- Latitud Interior (1988)
- Versos Vagos (1992)
- Sin Fondo (1998)
- Contigo (1999)
- Sombras de luna (2001)
- Aguatinta (2005)
- En la oquedad de tu nombre (2006)
- Epigramas (2022)

### Libros de aforismos
- Biblioteca Interior (2003)
- Dunas (2004)
- Hilos sueltos (2008)
- Tira Líneas (2010)
- Salpicaduras (2013)
- Artificios (2014)
- Los Sueños de las Sombras (2016)
- Tempo di Silencios (2018)
- Fingimientos (2022)
- La Eternidad del Instante (2022).Antología esencial por J.L. Trullo
- Cuatro Gatos (2023)

### Publicaciones de poesía en tiradas limitadas e ilustradas
- 39 Haikús  (2000) con  125ejemplares.
- Caligrafías en el Horizonte ( 2002) 100 ejemplares.
- Agua Marina ( 2005)  50 ejemplares.
- Cuadernos de Prúa (2029-2022) ocho números de 25 ejemplares.

### Publicaciones de aforismos de tiradas limitadas e ilustradas
- Aforistas Franceses e Italianos (2019-2020) 27 números de 25 ejemplares.
- La República de los Aforismos (2020-2022) 18 números de 25 ejemplares.

### Libros colectivos
- Umbroso Bosque, en el Libro del Bosque, obra colectiva con los pintores Testón, Kiker y Fernando Díaz (1984).
- Tetragonía, en el Ateneo Obrero de Gijón (1986).

### Manuscritos
351 manuscritos diferentes expuestos en varias exposiciones. 
En el 2020 han sido donados a la Biblioteca Jovellanos de Gijón.

## Reconocimientos y premios
- Premio internacional del Aforismo de Tacuci(Rumania)2023
- Mención de honor en el Premio Internacional de Torino en síntesis de Aforismo 2014
- Premio de Honor por la obra completa de la fundación Naji Naaman´s 2012
- III Premio Timón de la fundación l´Arribada en lengua castellana 2012